# 5543 Sharaf
5543 Sharaf è un asteroide della fascia principale. Scoperto nel 1978, presenta un'orbita caratterizzata da un semiasse maggiore pari a 2,2556779 UA e da un'eccentricità di 0,0976727, inclinata di 2,45818° rispetto all'eclittica.